# Strigoderma pimalis
Strigoderma pimalis är en skalbaggsart som beskrevs av Thomas Casey 1884. Strigoderma pimalis ingår i släktet Strigoderma och familjen Rutelidae. Inga underarter finns listade i Catalogue of Life.